# シュタイアーマルク州

シュタイアーマルク州
Steiermark

シュタイアーマルク州（シュタイアーマルクしゅう、ドイツ語: Steiermark  発音）は、オーストリア共和国を構成する9つの連邦州の1つであり、同国内2番目の面積を誇る。州都はグラーツで、自動車生産でも有名な都市である。州内の人口は約121万人で、面積16,392平方キロメートル。州の紋章は銀豹。鉄資源が豊富で鉄鋼業が盛んなため「鉄の辺境地」（Eisener Mark）とも呼ばれている。

## 名称
1056年に辺境伯（Markgraf; マルクグラーフ）となったオットカル1世の出身地がシュタイアーであったことに由来する。ドイツ語の Mark（マルク）は「辺境地・国境地・境界地」を意味する。ドイツ語ではSteiermark（シュタイアーマルク）だが、フランス語ではStyrie（スチリー）、英語ではStyria（[ˈstɪərɪə] スティリア）、スロベニア語ではŠtajerska（シュタイエルスカ）という。なお、この地方で話されるドイツ語方言はSteirischとよばれる。
日本語の表記は、シュタイアーマルク州。他に表記ゆれとして以下のような例がある。
- シュタイアマルク州
- シュタイエルマルク州
- シュタイヤーマルク州
- シュタイヤマルク州

## 地理
北でニーダーエスターライヒ州およびオーバーエスターライヒ州と、東でブルゲンラント州と、西でザルツブルク州と、南西でケルンテン州と、南でスロベニアと接する。
州の北西部は上シュタイアーマルク（Obersteiermark ; オーバーシュタイアーマルク）、グラーツより西は西シュタイアーマルク（Weststeiermark ; ヴェストシュタイアーマルク）、グラーツより東は東シュタイアーマルク（Oststeiermark ; オストシュタイアーマルク）と呼ばれる。また第一次世界大戦以前はシュタイアーマルク州に含まれていたスロベニアのシュタイエルスカ地方は、下シュタイアーマルク（Untersteiermark ; ウンターシュタイアーマルク）と呼ばれていた。
カボチャの種子を原料とした食用油であるパンプキンシードオイルを得るためのカボチャの産地として知られる。
北部は石灰岩の渓谷・洞窟などの地形に富んでいるため、「シュタイリアン・アイゼンヴルツェン」としてユネスコ世界ジオパークに指定されている。

## 歴史

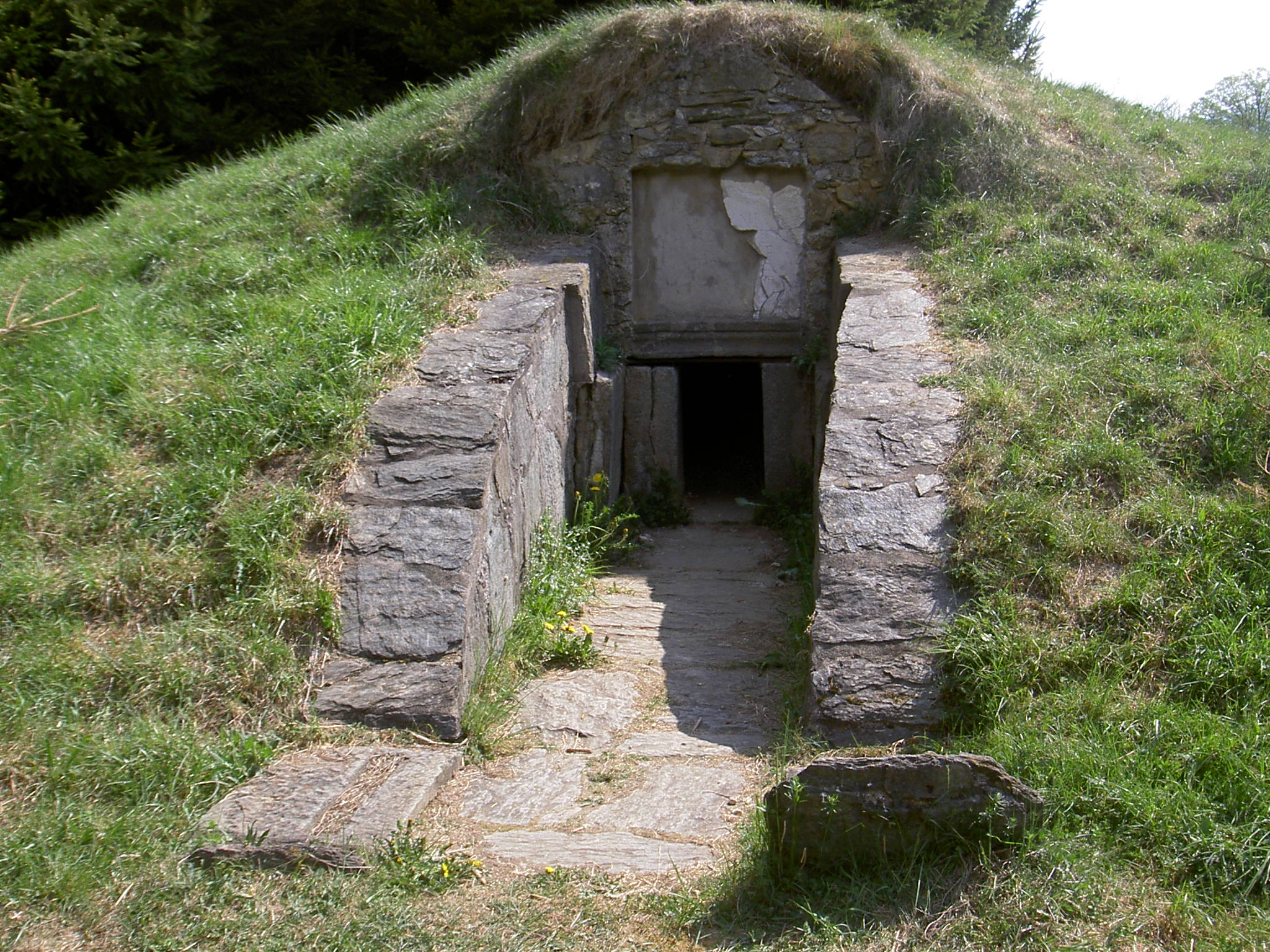
オーストリアで唯一現存するローマ時代の墓。グラーツ＝ウムゲーブング郡のゼルリアッハにある。

現在のシュタイアーマルク州に人類が住み始めたのは、旧石器時代にまでさかのぼる。ローマ化される前にははじめイリュリア人が、次いでケルト人が住んでいたが、紀元前後にローマ帝国に征服された。ローマ帝国は西側にパンノニア属州、東側にノリクム属州を設置した。ゲルマン民族の大移動によって西ローマ帝国の統治を離れた後、6世紀にはスラヴ人によるカランタニア公国が成立した。
797年にカール大帝はこの地を征服してフランク王国の支配下に組み込んだ。これ以降バイエルン人による植民が始まり、キリスト教化が進んだ。10世紀にはマジャル人の侵入を受けるが、東フランク王オットー1世はレヒフェルトの戦い（955年）に勝利し、さらに東方への備えとしてケルンテン公領内にシュタイアーマルク辺境伯を置いた（970年頃）。シュタイアーマルク辺境伯はオタカール家が世襲し、1180年には神聖ローマ皇帝フリードリヒ1世によって独立した公領へと昇格した。
しかし初代シュタイアーマルク公オットカール4世はハンセン病にかかり後継者が見込めなくなったため、バーベンベルク家のオーストリア公レオポルト5世との間にレオポルト5世の息子フリードリヒに公位を継承させるというゲオルゲンベルク協定を結んだ（1186年）。以後シュタイアーマルク公はわずかな例外を除き神聖ローマ帝国の滅亡までオーストリア公（のち大公）が兼ねることになる。

1379年のノイブルク条約でハプスブルク家世襲領がアルブレヒト3世とレオポルト3世で分割されると、シュタイアーマルク公領はレオポルト3世が継承した内オーストリアの中心となり、グラーツは宮廷所在地となった。
15世紀から16世紀には20回にも及ぶオスマン帝国の攻撃に晒され、また同時期の対抗改革により領内のプロテスタントが追放されたため、シュタイアーマルクは著しく荒廃した。
1804年にオーストリア帝国が成立すると、シュタイアーマルクもそれを構成する州の一つとなった。
第一次世界大戦に敗れたオーストリア＝ハンガリー帝国は、パリ講和会議の結果民族自決に基づいて解体された。かつてのシュタイアーマルク州のうち南半分はサン＝ジェルマン条約によってセルブ＝クロアート＝スロヴェーン王国（のちのユーゴスラビア王国）のシュタイエルスカ地方となった。
1938年にナチス・ドイツはオーストリアと合邦し（アンシュルス）、ブルゲンラント州南部とあわせてシュタイアーマルク帝国大管区を設置した。さらに第二次世界大戦中の1941年にユーゴスラビア王国をナチス・ドイツが占領すると、1920年以前にシュタイアーマルク州だった部分もシュタイアーマルク帝国大管区に加えられた。敗戦後、シュタイアーマルク州はイギリスの占領下に置かれた。なお南部は再度分割され、ユーゴスラビア共和国領を経て現在はスロベニア領となっている。
1955年にオーストリアは連合国との間にオーストリア国家条約を調印して独立を回復した。
シュタイアーマルク州では1970年代以降、西部の工業地帯が萎縮する一方、伝統的に農業地帯だった東部で工業化が進んでいる。
また、リヒテンシュタイン家の私領（大半は森林）が多いことでも有名であり、リヒテンシュタインの前国王であるフランツ・ヨーゼフ2世は州南部の居城で誕生している。

## 政治

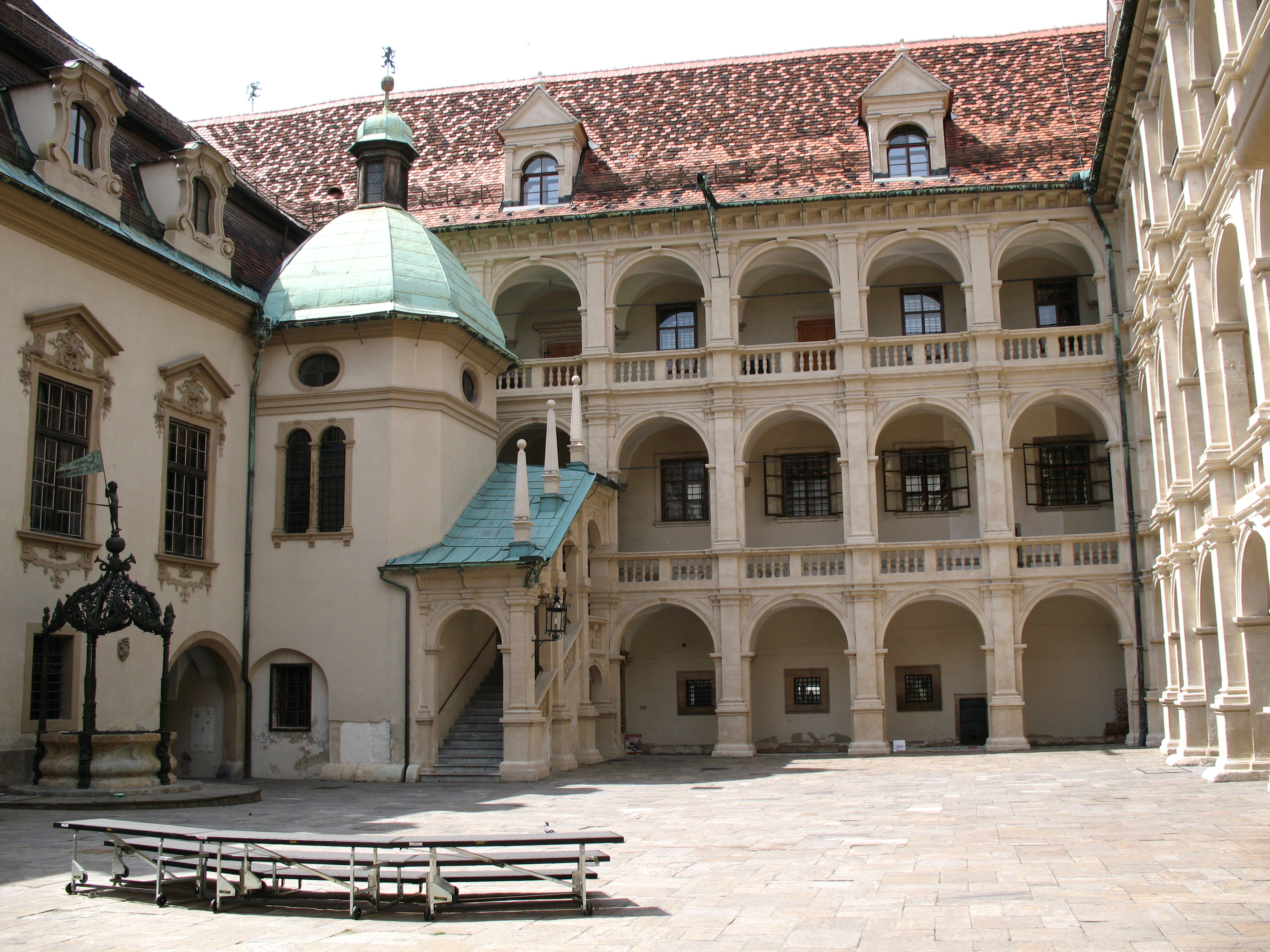
グラーツにある州議会議事堂（Landhaus）。16世紀にルネサンス建築様式で建てられた。

シュタイアーマルク州議会の定数は56議席である。長くオーストリア国民党（ÖVP）の牙城であり、1945年から第一党の座を守り続けていたが、2005年の選挙ではスキャンダルもあって議席を減らし、オーストリア社会民主党（SPÖ）のフランツ・フォーフェスが州首相に就任した。この選挙ではオーストリア共産党（KPÖ）が35年ぶりに当選者を出す一方、オーストリア自由党（FPÖ）が7議席すべてを失うという波乱も起きた。
2010年の州議会選挙ではSPÖが23議席、ÖVPが22議席、FPÖが6議席、KPÖが2議席、緑の党が3議席をそれぞれ獲得した。
2015年の州議会選挙をひかえて、フォーフェスは最終投票結果においてSPÖの得票率が30%以下であった場合には辞任すると公言した。その結果、各会派の議席数は、SPÖが15議席、ÖVPが14議席、FPÖが14議席、KPÖが2議席、緑の党が3議席となり、フォーフェスは辞任、ÖVPのヘルマン・シューツェンヘーファーが州首相に就任した。
2019年の州議会選挙ではÖVPが18議席、SPÖが12議席、FPÖが8議席、緑の党が6議席、KPÖと新オーストリア党 (NEOS) がそれぞれ2議席を獲得し、引き続きシューツェンヘーファーが州首相を続投した。

### 州首相一覧
第一共和政での州首相とその在任期間は以下の通り。
- ヴィルヘルム・カーン （GDVP、1918年11月6日 - 1919年5月27日）
- アントン・リンテレン （CS、1919年5月27日 - 1926年6月25日）
- フランツ・プリシング （CS、1926年6月25日 - 1926年10月22日）
- アルフレート・ギュルトラー （CS、1926年10月22日 - 1927年5月21日）
- ハンス・パウル （CS、1927年5月21日 - 1928年4月23日）
- アントン・リンテレン （CS、1928年4月23日 - 1933年11月10日）
- アロイス・ディーンシュトレダー （CS、1933年11月13日 - 1934年12月2日）
- カール・マリア・シュテパン （VF、1934年12月2日 - 1938年3月2日）
- ロルフ・トルマー	（VF、1938年3月2日 - 1938年3月12日）

ナチス・ドイツが設置したシュタイアーマルク帝国大管区の帝国大管区指導者とその在任期間は以下の通り。
- ゼップ・ヘルフリヒ （NSDAP、1938年3月12日 - 1938年5月22日）
- ジークフリート・ウイバーライター （NSDAP、1938年5月22日 - 1945年5月8日）

第二共和政での州首相とその在任期間は以下の通り。
- ラインハルト・マホルト （SPÖ、1945年5月8日 - 1945年12月28日）
- アントン・ピルヒェッガー （ÖVP、1945年12月28日 - 1948年7月6日）
- ヨーゼフ・クライナー sen. （ÖVP、1948年7月6日 - 1971年11月28日）
- フリードリヒ・ニーダール （ÖVP、1971年11月28日 - 1980年7月4日）
- ヨーゼフ・クライナー jr. （ÖVP、1980年7月4日 - 1996年1月23日）
- ヴァルトラウト・クラスニッチ （ÖVP、1996年1月23日 - 2005年10月25日）
- フランツ・フォーフェス （SPÖ、2005年10月25日 - 2015年6月16日）
- ヘルマン・シューツェンヘーファー（ÖVP、2015年6月16日 - 2022年7月4日）
- クリストファー・ドレクスラー（ÖVP、2022年7月4日 - ）

## 地方行政
シュタイアーマルク州は以下の12の郡（Bezirk; 行政管区とも訳される）に分けられる。郡は自治体ではなく、行政事務を処理する州の出先機関である。また州都のグラーツは郡に属さない憲章都市（Statutarstadt）に指定されており、郡の業務も独自に処理している。
また、シュタイアーマルク州には287の基礎自治体（Gemeinde; ゲマインデ）がある。このうち35自治体が市（Stadt）、122自治体が町（Marktgemeinde; 市場町）に指定されている。

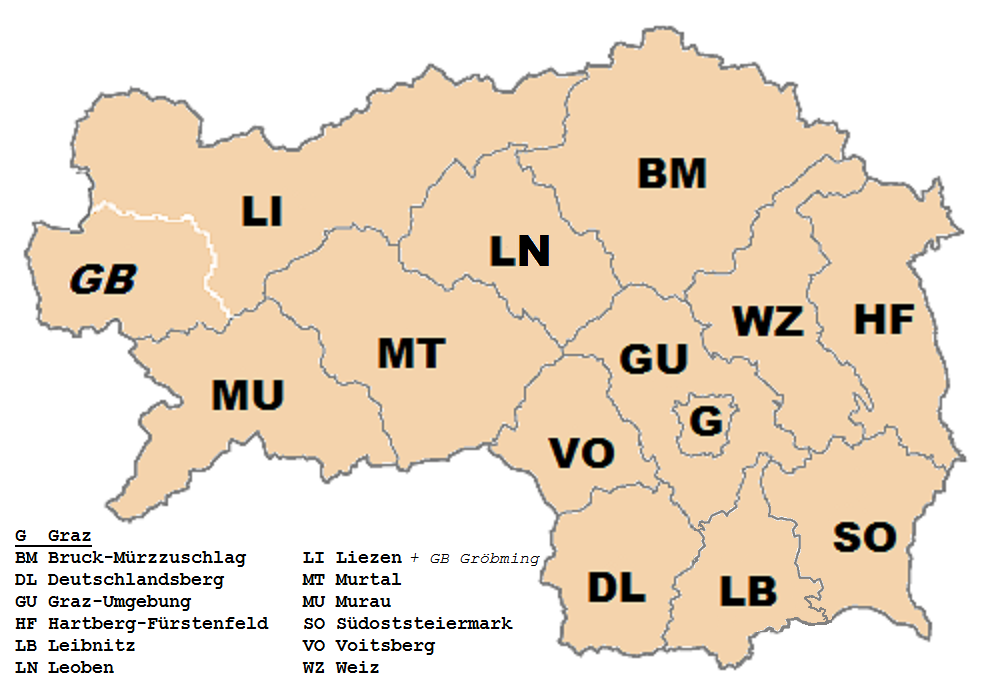
シュタイアーマルク州の郡および憲章都市の区分

| ナンバープレート | 郡名                                 | 位置 | 郡庁所在地                   | 面積 （km2） | 人口 （2020年1月1日） | 人口密度 | 自治体数 |
| ---------------- | ------------------------------------ | ---- | ---------------------------- | ------------ | --------------------- | -------- | -------- |
| BM               | ブルック＝ミュルツツーシュラーク郡   |      | ブルック・アン・デア・ムーア | 2,157        | 98,697                | 46       | 19       |
| DL               | ドイチュランツベルク郡               |      | ドイチュランツベルク         | 863.49       | 60,867                | 71       | 15       |
| G                | グラーツ                             |      | 憲章都市                     | 127.57       | 291,072               | 2,281    |          |
| GU               | グラーツ＝ウムゲーブング郡           |      | グラーツ                     | 1,085        | 156,070               | 144      | 36       |
| HF               | ハルトベルク＝フュルステンフェルト郡 |      | ハルトベルク                 | 1,224        | 90,606                | 74       | 36       |
| LB               | ライプニッツ郡                       |      | ライプニッツ                 | 750          | 84,756                | 113      | 29       |
| LE,LN            | レオーベン郡                         |      | レオーベン                   | 1,053        | 59,700                | 57       | 16       |
| LI,GB            | リーツェン郡                         |      | リーツェン                   | 3,319        | 79,652                | 24       | 29       |
| MU               | ムーラウ郡                           |      | ムーラウ                     | 1,385        | 27,543                | 20       | 14       |
| MT               | ムルタール郡                         |      | ユーデンブルク               | 1,676        | 71,698                | 43       | 20       |
| SO               | スードストシュタイアーマルク郡       |      | フェルトバッハ               | 983          | 84,036                | 85       | 25       |
| VO               | フォイツベルク郡                     |      | フォイツベルク               | 678          | 51,044                | 75       | 15       |
| WZ               | ヴァイツ郡                           |      | ヴァイツ                     | 1,098        | 90,654                | 83       | 31       |

## 交通
- ファイシュトリッツタール鉄道